# My Summer Car
My Summer Car é um jogo de mundo aberto e sobrevivência, desenvolvido pelo finlandês Johannes Rojola ("ToplessGun") da Amistech Games. O jogo foi lançado como acesso antecipado na Steam em 24 de outubro de 2016, tendo sua versão oficial fora do acesso antecipado publicado em 30 de dezembro de 2024.

## História
My Summer Car se passa na zona rural da Finlândia durante o verão de 1995, onde um jovem de 19 anos tem a casa para cuidar, enquanto seus pais estão passando as férias em Tenerife. O jogador tem objetivo de montar, restaurar e atualizar o Satsuma AMP desmanchado de seu pai  (inspirado no Datsun 100A), usando várias peças automotivas encontradas na garagem, bem como pela aquisição de novas peças. Para ganhar dinheiro para as peças, o jogador pode executar várias tarefas para vizinhos, tais como o fornecimento de lenha através de um trator-reboque e também utilizando o aspirador do caminhão para esvaziar as fossas sépticas e fabricando o kilju (em finlandês, moonshine) para vendê-lo para um alcoólatra vizinho, em troca de uma quantia de dinheiro. Depois de passar o Satsuma na inspeção de veículos e instalar peças de reposição, o jogador é elegível para participar de um programa semanal de amadores de automóveis, que consiste em um campeonato de rally e corrida na rodovia para uma chance de ganhar um troféu e prêmio em dinheiro.

## Satsuma

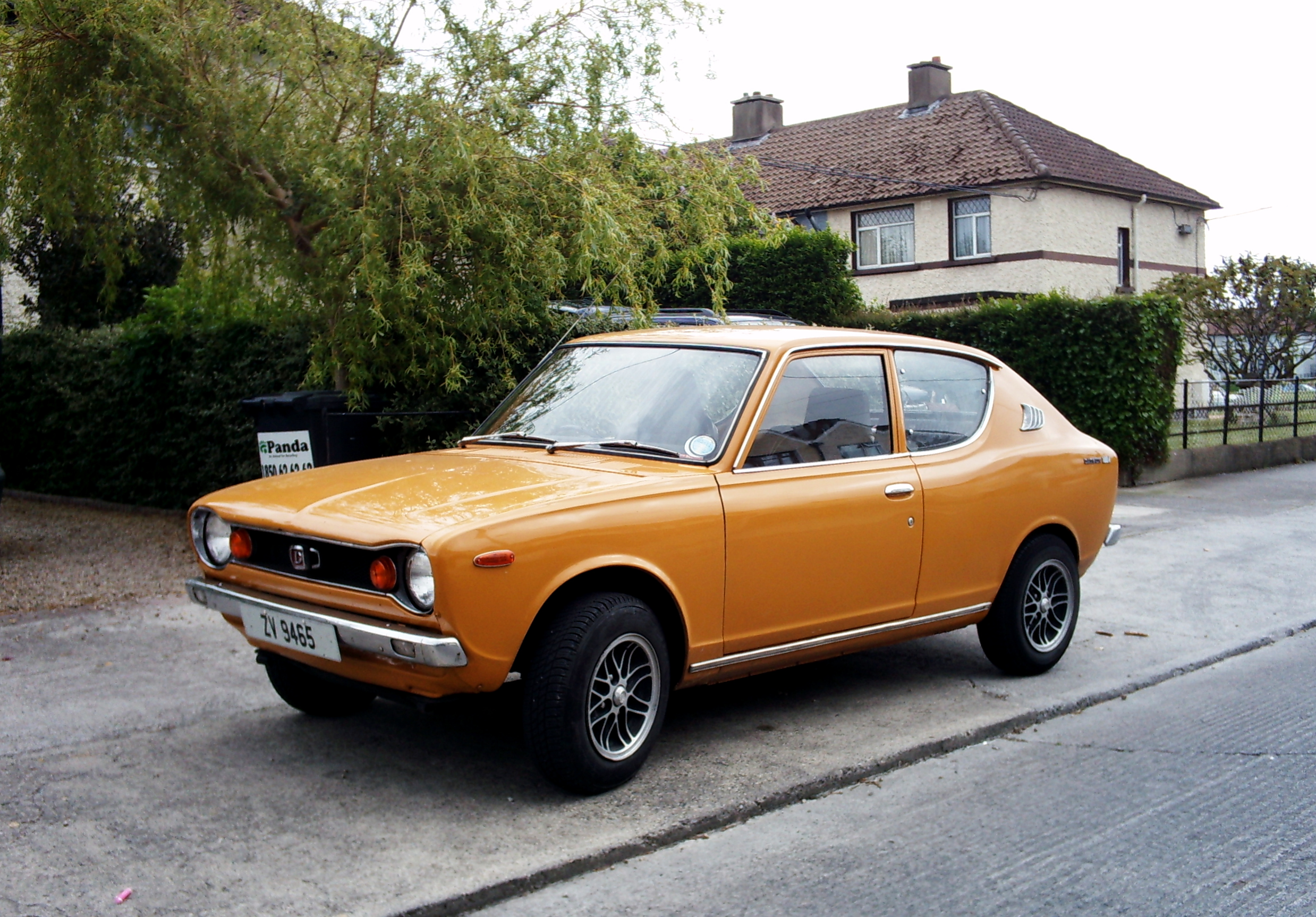
Datsun 100A - carro que serviu como inspiração para o Satsuma.

O Satsuma AMP é um pequeno carro japonês baseado no Datsun 100A/Nissan Cherry E10, um carro popular na Finlândia entre 1970-1980. É o carro que o personagem deve montar. O Satsuma é equipado com um motor 1.0L (998 cc) de 4 cilindros em linha, transversal, tração dianteira e câmbio manual de 4 marchas.
Comparado com outros veículos no jogo, o Satsuma tem inúmeras peças que podem quebrar ou falhar. O carro tem consideravelmente mais recursos que os outros veículos do jogo, como janelas que podem ser interagidas, banco do passageiro rebatível, porta-luvas, luz interna, sistema de som, etc.
Algumas especificações básicas do Satsuma original:
- Motor: 1.0L l4 OHV 8V transversal dianteiro
- Alimentação: carburador simples
- Câmbio: manual de 4 marchas
- Potência: 65 bhp (66 cv)
- Velocidade máxima: 165 km/h
- Peso: 670 kg
- Combustível: gasolina
- Tanque de combustível: 36 L
- Consumo médio: 4–6 km/l

## Jogabilidade

### Construção do carro
Construir o carro não é fácil. O jogador tem que, literalmente, construir o carro a partir do zero. No início do jogo, o carro está totalmente desmontado até o último parafuso, e o jogador deve colocar cada peça em seu local correto, incluindo montá-los um-a-um com o tamanho correto da chave. Enquanto a maioria das peças se encaixam corretamente, é possível acabar montando o carro errado. Por exemplo, deixar de colocar um mecanismo de junta ou um parafuso, o que, por sua vez, pode quebrar o carro. Além da gasolina, o carro também requer a manutenção periódica, incluindo óleo para motor, líquido de arrefecimento do radiador, fluido de freio, fluido de embreagem, que desgastam com uso e o tempo. Existe ainda a possibilidade de peças se quebrarem e necessitarem de substituição, tais como o alternador, bomba d'água, junta do cabeçote, balanceiros, pistões, virabrequim, entre outras peças. O Satsuma necessita de toda uma complexa regulagem do motor, incluindo regulagem do carburador, distribuidor, folga das válvulas.

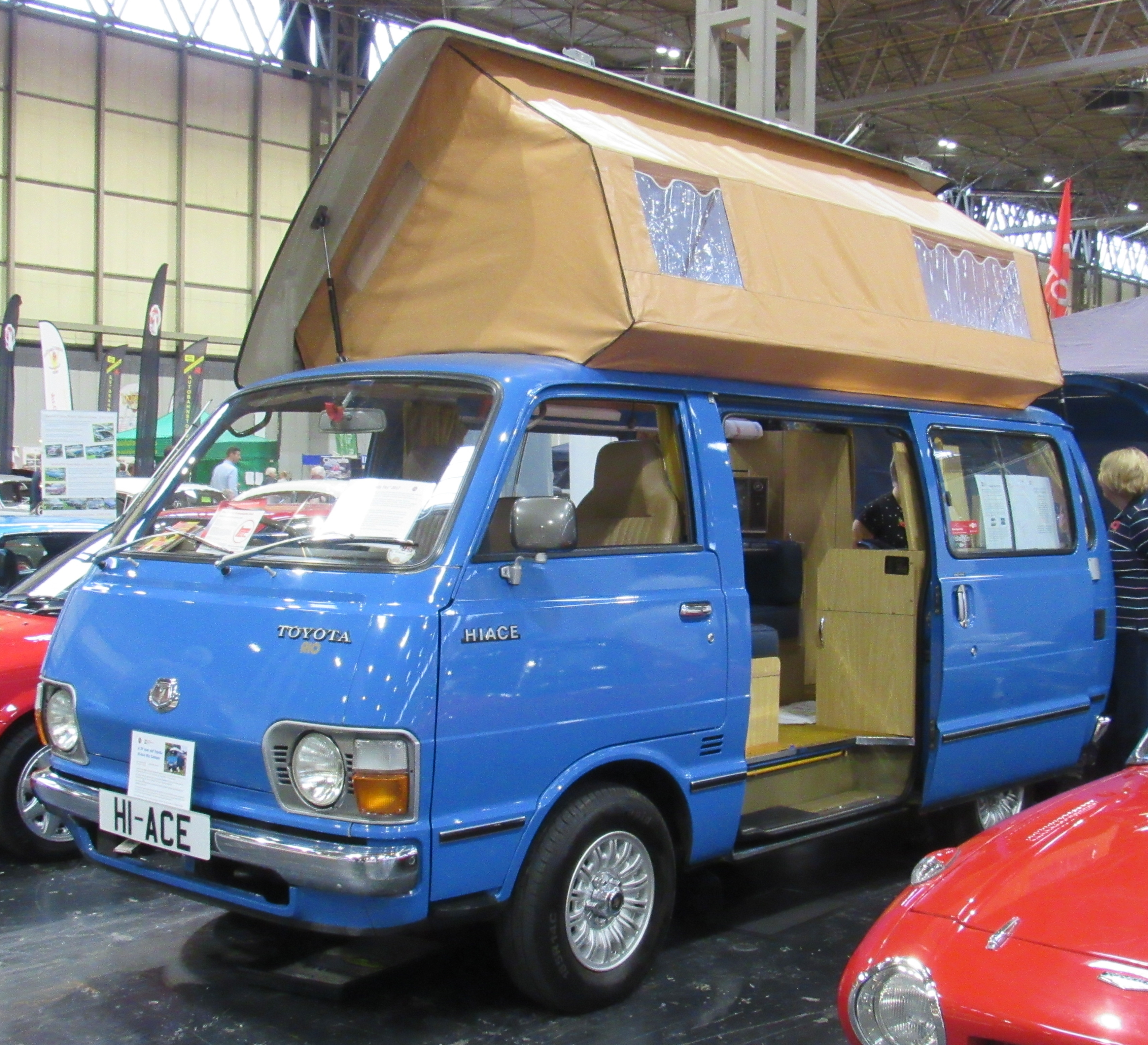
Toyota HiAce 1978 - furgão que originou o Hayosiko

### Outros veículos
O jogador tem acesso a vários outros veículos que necessitam somente de reabastecimento, tais como:
- Hayosiko Pace 1980: um furgão azul inspirado no Toyota HiAce de 2ª Geração, capaz de transportar grandes cargas. Necessita autorização do tio Toivo Kesseli para uso.
- Kekmet 1975: um trator, que pode ser utilizado com seu respectivo trailer para realizar o trabalho de entregar madeiras. Inspirado no trator finlandês Valmet 502.
- Gifu 405 T 1978: um caminhão para uso utilitário, podendo ser utilizado principalmente para o trabalho das fossas. Também necessita de autorização do tio Kesseli para uso. Inspirado no caminhão finlandês Sisu M-162.
- Jonnez ES 1987: o ciclomotor de dois tempos baseado no Suzuki PV50. Deve ser abastecido com combustível 2T.
- Burnet Ferndale 1973: é o carro do mecânico Leif Fleetari. Ele empresta o carro quando o Satsuma está na sua oficina. Tem motor V8, tração traseira e gasta muito combustível. Baseado na 6ª geração do Dodge Coronet.
- Bote: um barco com motor de dois tempos próximo de uma doca que permite viajar por todo o enorme lago de Peräjärvi. Também deve ser abastecido com combustível 2T.
- RCO Ruscko 1958: Este carro pertence ao "homem-porco", que mora numa cabana em Peräjärvi. Este carro pode ser roubado (com a ajuda de uma chave de fenda para ligar o carro) ou ser ganho do homem-porco em partidas de 21 (chamado no jogo de ventti). Em ambos os casos, o jogador deve ter cuidado com o ninho de vespas que está localizado dentro do carro, no lado do carona. Inspirado no Škoda Octavia Combi.
- Arvo-Algotson 3000: a colheitadeira que pertence ao fazendeiro Tohvakka. É baseada na colheitadeira finlandesa Sampo-Rosenlew 500.

Esses são os veículos que o jogador pode interagir e dirigir. Existem mais veículos ao redor do mapa, mas são NPC. Todos os carros tem suporte a reboque, em caso de acidente em rodovia. Alta velocidade e falha mecânica provavelmente causará um acidente, que pode matar o jogador.

### Sobrevivência
O jogador deve atender as necessidades do personagem, como fome, sede, fadiga, estresse, urina e sujeira.
- Fome e sede: o jogador pode comprar comida na loja do Teimo, beber cerveja da loja, beber água diretamente da torneira ou beber leite.
- Fadiga: pode ser restaurada dormindo ou tomando um café.
- Estresse: dentre as formas de diminuir o estresse, o personagem pode fumar cigarros da loja do Teimo, uso de álcool, uso da sauna e fazer churrasco.
- Urina: o jogador pode livremente urinar em qualquer lugar
- Sujeira: pode ser reduzida usando um chuveiro ou nadar no lago próximo.

Beber muita cerveja acabará por deixar o jogador bêbado, que primeiro faz com que o jogador fique tonto e desnorteado, e a sua visão vai distorcer ainda mais com o consumo de álcool, podendo levar a acordar em um lugar aleatório do mapa no dia seguinte.
A polícia irá aparecer aleatoriamente ao longo da estrada principal do jogo e do mundo. Há a possibilidade de receber multas por quaisquer infrações de trânsito (excesso de velocidade, não utilização de cinto de segurança ou condução em estado de embriaguez). Se o jogador não pagar uma multa, policiais irão cercar o jogador na casa e encarcerá-lo na prisão por um período de tempo proporcional ao valor da multa.
Grande parte da originalidade do jogo vem do seu tom irreverente: O mundo do jogo é em grande parte povoado por moradores de baixa classe, muitos dos quais são desleixados ou bêbados, e também o jogador pode dirigir embriagado. Existem três botões diferentes para destratar pessoas - nenhum dos quais tem outras conseqüências além da ocasional resposta. O diálogos do jogo é inteiramente em finlandês mas com legendas em inglês. O jogador também pode salvar o progresso do jogo no seu banheiro em casa ou em qualquer um dos penicos que complementam a paisagem, que também serve para avançar o tempo de jogo por duas horas. O jogo também apresenta um personagem envolvendo um bêbado vizinho que escondeu uma mala cheia de 5 milhões de markkas (marcos finlandeses) ganhos da loteria de sua esposa. Se o jogador encontra e a furta, o mesmo vizinho vai invadir a casa do jogador em tentativa de homicídio com um machado. Na última experimental atualização (junho de 2018), o mesmo vizinho pode tentar se matar se o ataque falhar, por ter perdido a maleta de 5 milhões de markkas e sua esposa.
O jogo não tem suporte a modificações, mas graças a Unity Assets Explorer e o MSCLoader, é possível adicionar texturas personalizadas e modificar itens e veículos. Graças a isso, pode-se fazer a sua própria pintura do carro de trabalho, editar a janela traseira, adesivos e até mesmo alterar a aparência de outros veículos e edifícios. Há também mods não oficiais, tais como carros e objetos feitos em Blender, duas das mais notáveis modificações são VAZ-2101 e Satsute (caminhonete inspirada no Satsuma).

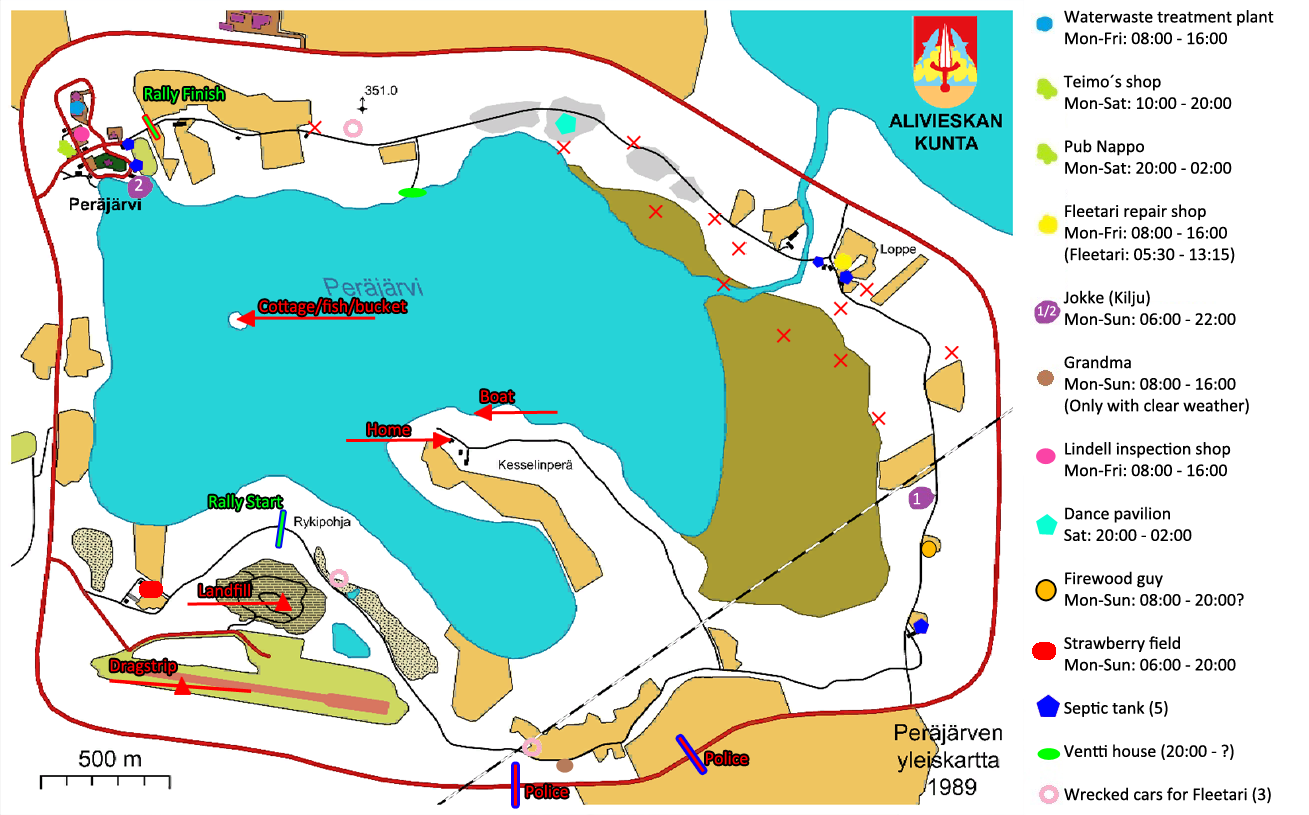
Mapa de Alivieska

### Mapa
O mapa pode ser encontrado no corredor da casa, acima do telefone. Ele cobre uma área de 4,2 x 3,3 km. Ele representa o município fictício de Alivieska. Na porção central do mapa, há o lago Peräjärvi e, ao redor desse lago, se encontram as localidades do jogo. Podemos citar:
- Peräjärvi (área urbana): é a localidade principal do jogo, onde encontramos boa parte das pessoas, casas e veículos do jogo. Existem estabelecimentos que podem ser interagidos, como:
  - Loja do Teimo (Teimon Kauppa): local onde se pode comprar praticamente tudo que há no jogo, como: comida, cerveja, loteria, óleo, filtro de óleo, velas de ignição, líquido de arrefecimento, tintas, repelente, bateria automotiva, cigarros, correia do alternador, extintor, combustível 2T, etc. Ainda há 3 bombas de combustível na área externa da loja, onde se pode abastecer veículos com gasolina, diesel e óleo combustível. É ainda o posto de correio da localidade. Esta loja é inspirada na loja desativada Sepon Kauppa, localizada na vila de Yttilä, no município de Säkylä (região de Satakunta).
  - Pub Nappo: conjugado com a loja do Teimo, funciona somente à noite. É possível comprar garrafas de cerveja, shots de vodka, xícaras de café, salsichas com fritas e cigarros.
  - Loja de Inspeção Lindell (Katsastus Lindell Oy): local onde deve ser feita a inspeção do Satsuma e onde são pegas as placas do carro.
  - Estação de Tratamento de Água: local onde devem ser depositados os dejetos coletados pelo trabalho das fossas.
- Loppe: segunda maior concentração de casas, em Loppe pode-se encontrar a Oficina Mecânica do Fleetari (Fleetarin Korjaamo & Kaalaamo), onde é possível realizar diversos serviços no Satsuma, além de comprar peças de reposição e medir a potência do Satsuma em um dinamômetro. Além da oficina, existe uma mansão mal-assombrada nas redondezas.
- Kesselinperä: trata-se do local onde se encontra a casa do jogador, a garagem, a casa do tio Kesseli e um barracão onde é possível cortar madeiras e vendê-las. É o local principal do jogo e onde tudo se inicia.
- Rykipohja: local onde encontra-se o "lixão", a pista de arrancada (que na realidade é um campo de pouso de aviões) e uma pista de terra.

Há ainda outras localidades ao redor do mapa, como: a ilha do chalé, o pavilhão de dança, a casa do comprador de madeira, a casa do bêbado, casa da vovó, montanha de ski, torre de rádio, estação de tratamento de grãos, plantação de morangos, casa do Ventti, etc.

### Trabalhos
Existem formas de conseguir dinheiro dentro do jogo. Assim, é possível comprar comida, peças para o carro, realizar manutenção, pagar contas de luz e telefone, apostas, etc.

#### Kilju
Trata-se de comprar os ingredientes na proporção correta (água, fermento e açúcar) e preparar a bebida num balde específico.
A proporção perfeita é 30 litros de água (1 balde), 6 pacotes de açúcar e 1 fermento.
Após a bebida descansar e parar de borbulhar, precisa ser vendida em 20 garrafas de suco para o bêbado, chamado Jokke. Jokke vai pagar 170 mk no máximo por garrafa, totalizando 3400 mk pelas 20 garrafas.

#### Fossas
Para realizar tal trabalho, o personagem necessita do Gifu, o caminhão do tio. De vez em quando, os moradores de Peräjärvi vão ligar e solicitar a limpeza de suas fossas. Com o caminhão é possível se deslocar para o local de trabalho marcado no mapa, abrir a fossa, colocar a tubulação, ligar a bomba hidráulica e acelerar manualmente o caminhão para bombar os dejetos. Quando a fossa estiver completamente limpa, renderá 1200 mk.
O caminhão tem capacidade para transportar dejetos de 4 fossas completas, totalizando 4800 mk. Os dejetos devem ser descarregados do caminhão na estação de tratamento de água. Cada tanque cheio do caminhão custa 1530 mk para descarregar.

#### Coleta de morangos
Trata-se de ajudar um produtor de morangos a coletar sua produção. Existe uma habilidade para tal função, que é aperfeiçoada com a prática. Cada caixa de morangos coletada rende 40 mk. A fadiga do personagem interfere no desempenho da função.

#### Lenha
O personagem pode entregar lenha picada no local indicado no mapa. Para isso, será necessário o trator e sua carretinha. Munido desses veículos, na garagem externa existe uma pilha de madeiras cortadas, um toco de madeira e um machado. Com o machado, deve-se cortar a lenha e colocá-la na carretinha. Quando a carretinha estiver com a carga completa, deve-se engatar o trator nela e levar a carga até o destino no mapa.
Utilizando os controles hidráulicos do trator, a carga deve ser descarregada no local correto. Esse trabalho rende 3200 mk.
Fardos de Feno
O jogador recebe um telefonema do fazendeiro Tohvakka, que lhe pede que recolha todos os 23 fardos de feno que estão espalhados por Alivieska e lhe entregue em sua propriedade. Para isto, o jogador deve percorrer o mapa com o trator Kekmet com a carreta acoplada. Com o garfo frontal do trator, deve coletar o fardo e colocar na carreta. Por este trabalho, por este trabalho o jogador recebe 3500 mk.
Entrega da colheitadeira
O jogador receberá uma ligação de Tohvakka pedindo que recupere sua colheitadeira na fazenda de Russakka, localizada a sudeste da casa da avó, ao lado da rodovia.
Este trabalho está disponível após a conclusão do trabalho de entrega dos fardos de feno. Levará muito tempo para concluir, devido à velocidade máxima da colheitadeira ser de apenas 11 km/h, dando ao jogador mais tempo para apreciar a beleza das máquinas agrícolas de alto desempenho.
Assim que o jogador devolver a colheitadeira de volta à fazenda, Tohvakka agradecerá ao jogador por ajudá-lo e fornecerá 1500 mk ao jogador.

#### Carros abandonados
Ao redor do mapa, existem 3 carros abandonados dentro de celeiros. Com o martelo, é possível abrir as portas dos celeiros e ter acesso à esses carros abandonados. É recomendado utilizar o Gifu (caminhão) para rebocar tais carros até o Fleetari (mecânico). Os valores pagos que o Fleetari paga pelos carros é:
- Model T: 2000 mk
- Fairlane: 3200 mk
- Firebird: 4500 mk
- Satsuma GT 1200mk                                                                                                                                                                                                                                    10900mk

#### Outros trabalhos
Existem ainda outros trabalhos menores, como:
- Fazer compras para a vovó
- Panfletagem
- Vandalismo
- Levar bêbado para casa

## Personagens
- "Jogador":  O personagem do jogador nasceu em 27 de novembro de 1976. O nome e o sobrenome do personagem do jogador são determinados pelo jogador no início do jogo. O personagem do jogador é geralmente percebido como um "bom garoto", a julgar pelas reações iniciais dos colegas residentes de Alivieska, ele é conhecido por trazer comida regularmente para sua avó, Sirkka Kesseli, entregar lenha, bombear fossas sépticas e ajudar seu amigo Jouko a chegar em casa em segurança à noite. À medida que o jogo avança, o jogador tem a opção de começar a quebrar essa personalidade de 'garoto bom' e fazer coisas ruins, como roubar, fraude, violar leis de trânsito e vandalismo, com consequências variadas. O personagem do jogador está evidentemente interessado em carros e acredita que tem conhecimento suficiente para concluir uma restauração do Satsuma AMP que foi de seu pai. O catálogo de peças da AMIS entregue na casa sugere que ele tem a intenção de modificar o carro com peças de reposição, como faria com qualquer outro jovem finlandês. Não se sabe muito mais sobre interesses e hobbies, embora uma bola de basquete e uma cesta estejam disponíveis para jogar e um computador possa ser comprado posteriormente para jogar videogames.
- Toivo Kesseli: é o tio do jogador. Ele é um homem gordo (supostamente com 40 ou 50 anos), com óculos, bigode e um chapéu GIFU laranja. Tio Kesseli também é um fumante pesado e tosse muito. Ele também é altamente provável que sofra de alcoolismo. Ele é encontrado dentro de sua casa em Kesselinperä ou sentado do lado de fora. Está implícito que o tio Kesseli realizou pelo menos dois empregos, como mostra sua propriedade da van Hayosiko, que possui adesivos que indicam seu uso em carpintaria contratual, e o caminhão-bomba Gifu, usado para bombear esgotos de fossas sépticas ao redor de Peräjärvi, na região de Peräjärvi. Alivieska.
- Sirkka Kesseli: é a avó do personagem do jogador. Ela é uma personagem que conta histórias sobre as pessoas e os locais de Alivieska. Depois de ouvir suas divagações por tempo suficiente, ela entregará ao jogador algum dinheiro, a quantia que depende da quantidade de comida que o jogador traz para ela. Sua casa está localizada a leste da passagem ferroviária mais ao sul. Sirkka estará presente em casa todos os dias das 08:00 às 16:00, enquanto o tempo estiver bom. Ela está viva há pelo menos 78 anos, como ela diz que passou 78 verões na Finlândia, embora isso possa significar apenas uma Finlândia independente. Ela conhece muitos mitos e lendas, sendo um deles o traficante de ventti amaldiçoando seu pai quando ele perdeu para o pai em um jogo de cartas, onde morreu mais tarde em um incêndio. Embora a maior parte do diálogo com ela seja sobre coisas desinteressantes, como ser uma pessoa melhor, ela é a principal fonte de conhecimento do jogo e revela fatos interessantes, como Pena, sendo a prima do personagem do jogador.
- Valto Kesseli: O avô do personagem do jogador é mencionado uma vez por Sirkka, que diz que mudou completamente após retornar da guerra (provavelmente Guerra de Inverno), tornando-se alcoólatra e eventualmente morrendo por causa disso. Ele também construiu a casa onde Sirkka mora atualmente.
- Pena Kesseli: (também conhecido como Pentti Juola, Turo ou Jaakko) é um homem de meia idade que pode ser visto dirigindo um pequeno carro verde baseado no Fiat 133 (também chamado Fittan no jogo) pelas estradas de terra de Alivieska. Seguindo a tradição do jogo, ele é primo do jogador. É possível pegar uma carona pressionando o botão de carona (O por padrão) e ele para quando vê o jogador. A porta do lado do passageiro do carro pode ser aberta, o que torna possível entrar no modo de passageiro da mesma maneira que entrar no modo de direção em qualquer veículo acionável.
- Jouko Ollevi: Jouko "Jokke" Ollevi (ou o cara bêbado) é a pessoa que pode ligar para o jogador à noite (02:00) para levá-lo do bar e levá-lo para sua casa. Ele pagará ao jogador entre 50 mk e 1.240 mk . Sua casa está localizada no lado leste do mapa, entre Loppe e o cliente da lenha. É possível buscá-lo com os Satsuma, Hayosiko, Ferndale e Ruscko.
- Teimo Pielinen: é o dono da Teimon Kauppa e do Pub Nappo em Peräjärvi. Teimo é um homem careca de óculos, ele usa seu uniforme quando trabalha na loja e no Pub Nappo. Quase nada se sabe sobre o passado de Teimo, mas de acordo com suas histórias, ele teve um cachorro, ele tem uma esposa chamada Irma, ele era pescador e costumava ser um lutador de algum tipo em sua juventude. Teimo tem aproximadamente 50 e poucos anos. Ele fala com um dialeto de Savônia e é muito calmo e descontraído, mas mostrar o dedo do meio ou esmagar a vitrine da loja o irritará. Quebrar a janela também tornará o jogador incapaz de fazer mais compras até que o valor de 2.760 mk na caixa registradora seja pago. Ele ligará para o jogador quando os produtos encomendados através da revista forem entregues na loja. Ele também chama o jogador se eles não pagaram pelo combustível e afirma que ele acabará na prisão. Às vezes, ele até diz que terá que conversar com o pai do jogador quando voltar. Se o jogador fizer um gesto com o dedo, ele solicitará que ele volte para casa.
- Leif Fleetari: é o proprietário e o principal mecânico de sua oficina homônima em Loppe. Ele atua como o rosto da loja durante o horário de funcionamento, aparecendo no balcão da frente do escritório da loja, descansando com as pernas para cima.
- Lindell: é inspetor de carros em Peräjärvi, ele provavelmente é o proprietário da oficina de inspeção Lindell. Sua camiseta diz "komiat ensin", que significa "os mais bonitos primeiro" - uma frase ligada à região da Ostrobótnia. Ele tem cabelo curto e barba. Ele sempre tem uma chave de fenda na mão esquerda. Lindell parece muito insatisfeito com sua vida, reclamando constantemente de como é difícil. Ele também é muito rude e gosta de menosprezar o Satsuma do jogador como Fleetari. O escritório de inspeção em que ele reside está aberto das 08:00 às 16:00 de segunda a sexta-feira. Quando está fechada, as portas não se abrem e a sala de inspeção é fechada por uma porta da garagem.
- Suski é uma residente de Alivieska. Ela é encontrada pela primeira vez no Ricochet amarelo e provavelmente é a namorada atual de Jani. Ela também é uma das poucas personagens femininas modeladas em My Summer Car, sendo a outra a avó do jogador Sirkka, a velha no ônibus, as mulheres no pavilhão de dança e a mãe do jogador (na introdução do jogo). O jogador pode namorar a Suski, caso o Jani morra em um acidente de carro. Deve-se resgatá-la das ferragens e levá-la para sua casa, e deixá-la no sofá da sala. Quando o jogador acordar, ela terá ido embora e deixará um bilhete. A partir daí pode-se buscá-la em casa em Peräjärvi ou na frente da loja do Teimo e fazer diversos passeios. Ela bebe e fuma muito. É recomendável deixar uma caixa de cerveja no assento do carona. Ela gosta de janelas escuras, capas com estampa de leopardo, CD player e um bom sistema de som. Não gosta dos assentos esportivos do Satsuma, caipiras fedorentos (mais de 1/5 da barra de sujeira cheia - um padrão bem alto!). E dirigir rápido demais (mantendo a velocidade do veículo abaixo de 100 km/h). Como tal, ela vai ficar brava com o jogador por excesso de velocidade. Os únicos veículos que ela anda são o Satsuma e o Ferndale. Ela afirma que namorar Jani foi chato e ele não mostra interesse por nada em sua vida. Ela ainda diz que não gosta de Alivieska, chamando-o de "buraco de merda" e se perguntando por que seus pais gostam de morar lá.
- Simppa e Jokke: são os dois bêbados que se encontram no Pub Nappo durante o horário de funcionamento, falando sobre várias coisas como uma fábrica de salsichas. Eles também são amigos de Jouko, o homem que compra kilju do jogador e pode ser encontrado em seu apartamento durante a "festa".
- Livaloinen: ou o cara da lenha, é a pessoa que pede lenha por telefone, 4 horas e 10 minutos após o início de um novo jogo e após 8 horas e 20 minutos cada vez que a lenha foi entregue a ele. Após a ligação, ele estará esperando por você em pé perto da casa dele, das 6h às 22h. Ele parece ser um homem na casa dos 40 anos, vestindo calças xadrez, sapatos marrons, meias pretas e uma blusa branca suja. Ele tem cabelos castanhos claros e pelos faciais castanhos claros. Seu sobrenome, Livaloinen, é revelado em sua caixa de correio. Ele é visto bebendo uma garrafa de bebida, parado na frente de sua casa.
- Tohvakka: possui uma grande fazenda perto de Peräjärvi. Ele liga para o jogador sobre o trabalho do fardo de feno, porque ele não pode mais trabalhar depois de ter sofrido um ataque cardíaco. Ele liga mais uma vez quando quer sua colheitadeira Arvo-Algotson 3000 de volta.

## Desenvolvimento
My Summer Car é desenvolvido principalmente por uma pequena equipe de desenvolvimento independente composta por Johannes Rojola e Kaarina Pönkkä, bem como amigos auxiliando na música e locuções. O desenvolvimento fechado e o teste beta do jogo já haviam sido documentados no meio do ano de 2013, com os primeiros fragmentos do progresso do desenvolvimento sendo visualizados no canal no YouTube e nas contas no Twitter de Rojola. Comentário de desenvolvimento sugerido do jogo intencionalmente projetado para ser um simulador de vida, bem como um simulador de carro, com maior dificuldade em possuir, manter e dirigir o Satsuma no topo da mecânica de sobrevivência. O jogo viria a ser lançado como um acesso antecipado jogo via Steam Greenlight em 24 de outubro de 2016, e continua a ser gradualmente atualizado com novos recursos e revisões disponibilizados através do seu ramo de desenvolvimento e seu público atualizações mensais.

## Futuro
Seu criador declarou na comunidade de My Summer Car na Steam que está desenvolvendo uma segunda versão do jogo, chamada de My Winter Car. O jogo se passará no mesmo mapa do atual, porém 1 ou 2 anos após a história do jogo atual e sob o rigoroso inverno finlandês. Desta vez, o jogador não contará com o Satsuma AMP, mas com outro carro montável, baseado no Ford Taunus TC 1973-1979 (chamado no jogo de Corris Rivett). Será um jogo menos divertido e será mais difícil sobreviver no jogo, justamente pelas condições severas do inverno.

## Recepção
Escrito por Rock, Paper, Shotgun, Brendan Caldwell chamaram o jogo de "Engraçado, detalhado e minuciosamente confuso"; ao escrever para o Kotaku, Nathan Grayson chamaram o jogo de "Janky é estranho pra caralho, mas divertido". Tanto Caldwell quanto Martin Robinson, da Eurogamer, compararam a curva de dificuldade do jogo com Dark Souls.
O My Summer Car também foi motivo de elogios da comunidade finlandesa de jogos, ganhando o prêmio "Kyöpelit" do Jogo de Escolha do Ano do Ano 2016 nos Finnish Game Awards de 2017, e ser introduzido no Museu Finlandês de Jogos entre as 100 partidas do museu em 2018.